# Felipe Quispe
Felipe Quispe Huanca (Chijilaya, Achacachi, 22 de agosto de 1942-El Alto, Bolivia, 19 de enero de 2021), más conocido como El Mallku fue un guerrillero katarista, historiador, catedrático de universidad, político indigenista y activista indígena aimara boliviano.
Fundador de organizaciones políticas de carácter paramilitar como el Movimiento Indígena Túpac Katari (MITKA), Ayllus Rojos, Movimiento Indígena Pachakuti (MIP), fue también fundador y director técnico del club de fútbol Pachakuti.
Fue diputado por el departamento de La Paz, entre el 6 de agosto de 2002 y el 1 de julio de 2004. Postuló como candidato a la presidencia de Bolivia en las elecciones de 2002 y en las elecciones de 2005, por el Movimiento Indígena Pachakuti (MIP). Fue candidato a Gobernador de La Paz en el año 2021 por la agrupación Jallalla La Paz.

## Biografía
Felipe Quispe Huanca nació en el seno de una familia aimara el 22 de agosto de 1942 en la comunidad Chijilaya, del cantón Ajllata Grande, en el municipio de Achacachi, de la provincia Omasuyos del departamento de La Paz, tierras presas de latifundio por muchas generaciones. 
Se declaraba descendiente del coronel del ejército de Tupak Katari, Diego Quispe Tito. Cursó la primaria y realizó su servicio militar en el oriente del país, etapas en las que se vio obligado a ser parte del mundo blanco-mestizo. 
Volvió a sus tierras en 1963. Al empezar a participar en la vida sindical conoció al intelectual  Fausto Reinaga.  Después del golpe de Estado protagonizado por Hugo Bánzer, fue perseguido por su tendencia política y decidió refugiarse en Santa Cruz, donde trabajó cinco años en los campos de caña, arroz y algodón.
Hacia 1975 fue invitado por Jaime Apaza a formar parte de un grupo que en el futuro se convirtió en el Movimiento Indígena Túpac Katari (MITKA) con quien también escribió el manifiesto del MITKA. Con el golpe de Estado de Luis García Meza, en 1980, se fue al exilio del país, viviendo en Perú, México, Guatemala, Cuba y El Salvador, donde tuvo la oportunidad de participar en el Frente Farabundo Martí y en el Ejército Guerrillero de los Pobres. En Cuba recibió instrucción militar durante un año.
En 1983 volvió a Bolivia y en 1986 formó la organización política Ayllus Rojos, el brazo político aimara y quechua que propuso construir un katarismo revolucionario, haciéndole frente al neoliberalismo dentro del katarismo al recuperar la rama indianista de Reinaga. Fue, también, dirigente de la Federación Sindical de Trabajadores Campesinos y de la Central Obrera Departamental de La Paz. 
En 1988 escribió Tupak Katari vive y vuelve... carajo, en el que señala al pensamiento político de lucha anticolonial denominada “Guerra revolucionaria de ayllus”, como inspiración para campesinos, mineros y fabriles, y destaca a los amautas como grandes estrategas militares.
Pasó siete meses en la cárcel de San Pedro luego de postular la lucha armada como único camino hacia la liberación del pueblo indígena ante la CSUTCB.  Después, entró en conversaciones con un grupo de marxistas, unión de la que nace el Ejército Guerrillero Túpac Katari (EGTK) en 1989, con quienes inició entrenamiento armado. Para el 19 de agosto de 1992, antes de llevar a cabo los planes de insurrección, 18 miembros del EGTK fueron apresados, entre ellos Quispe y quien sería futuro vicepresidente de Bolivia, Álvaro García Linera. 
Quispe fue detenido y encerrado en la cárcel de máxima seguridad de Chonchocoro durante cinco años. Ahí decidió terminar el bachillerato e inscribirse a la carrera de Historia. Por lo que más tarde se tituló de la misma en la Universidad Mayor de San Andrés (UMSA) y dictó clases en la Universidad Pública de El Alto (UPEA).
Con el tiempo, Quispe se dio cuenta de que la epistemología marxista no calaba en los comunarios y que debía llegar a ellos en sus propios términos. Así, decidió elaborar una síntesis de ambas posturas. Al salir de prisión, en 1998, fue elegido secretario ejecutivo de la CSUTCB y comenzó a ser conocido como "el Mallku". Desde entonces, se convirtió en una figura prominente, pues fue impulsor de varios bloqueos carreteros en el altiplano boliviano, a través de los cuales ejercía presión sobre los gobiernos de turno, comenzando con el de Hugo Banzer. 

De esta década data su famosa frase vertida durante una entrevista con la periodista Amalia Pando antes de ser detenido por sus actividades con el EGTK, cuando al ser consultado por qué peleaba, Quispe respondió: 
A mi no me gusta que mi hija sea su empleada de usted.
La respuesta fue dada en referencia a la práctica migratoria de mujeres jóvenes indígenas de Bolivia, quienes se integran a la vida urbana a través de contratos informales y en condiciones de explotación como trabajadoras del hogar desde temprana edad.  

Durante la misma entrevista, Quispe había planteado esta cuestión a los periodistas asistentes:  
Por qué siempre esta cara, esta sangre, este indio, por qué está trapeado tanto, por qué estamos trapeados en el suelo, por qué siempre tenemos que ser barredor, por qué siempre tenemos que ser un cargadorcito, un guardia que está cuidando al opresor. 
En 2000, Quispe fundó su propio partido político, el Movimiento Indígena Pachakuti (MIP), y en las elecciones nacionales de 2002, con el 6 % de la votación, obtuvo seis escaños en la Cámara de Diputados, ocupando él mismo uno de ellos. Sin embargo, el creciente protagonismo de Evo Morales le quitó fuerza a la figura de Quispe.[cita requerida]
En 2003, el Mallku  jugó un rol importante en la denominada guerra del Gas, que concluyó con la salida de Gonzalo Sánchez de Lozada del gobierno. 
En 2005, Quispe se presentó a las elecciones presidenciales, quedando en quinto lugar con el 2,16 % de sufragios a su favor. Esta votación determinó la desaparición de su partido.  

En 2013 tuvo una entrevista con María Galindo en la radio Deseo, quien le pidió que diga lo que le produce la palabra maricón. 
«En el cuartel hay que ser macho, soldado vivo. Allí enseñaron a violar, a matar, a robar. Porque ese es el macho, un soldado vivo. He llegado a ser prepotente, mandón, tirasaco. Ahí se aprende. Ahí al que no hace le dicen maricón».
En 2016, interpela a un militar con ideas que había compartido en aquella entrevista, diciéndole que son "enemigos del pueblo humilde de Bolivia".
Desde la ascensión de Evo Morales al poder, el Mallku se mantuvo como opositor al MAS y a la figura de Morales y, en 2014, declaró que mantenía su oposición y que no renunciaba a la violencia armada.
 

En el mismo año, celebró que su equipo, la Asociación del Fútbol Paceño del Pachakuti Fútbol Club, ascendió a primera B. Su visión era la de una herramienta política de descolonización. Este equipo fue fundado entre el 2002 y 2004, cuando Quispe era diputado. Con el tiempo le fue difícil seguir costeándolo.
"Quiero ver jugar en la Liga a los Quispe, Mamani,  Condori, Yujra, a los despreciados, gente que no es tomada en cuenta para los partidos que se juegan en los equipos profesionales”
En 2016 apuntó que mantenía su aspiración a gobernar y en 2020 ganó notoriedad nuevamente durante los conflictos políticos que exigían elecciones nacionales lo antes posible y denunciaban la mala administración gubernamental de Jeanine Áñez, incluyendo diversas denuncias de corrupción. Quispe fue uno de los muchos que exigió la renuncia de Áñez.
En diciembre de 2020, Quispe presentó su candidatura a la gobernación del departamento de La Paz con la agrupación política Jallalla La Paz, junto a la exsenadora Eva Copa Murga que aspiró al Gobierno Municipal de la ciudad de El Alto y el cantante de cumbia tropical David Castro Olmos quién postuló al Gobierno Municipal  de La Paz. 
Falleció antes de las elecciones subnacionales, el 19 de enero de 2021. Inicialmente se especuló que fue a causa de COVID-19; sin embargo, a través de un comunicado, sus familiares aseguraron que la causa del deceso fue un paro cardiorrespiratorio.
En las primeras encuestas realizadas en 2021 para conocer la posición de los candidatos a gobernadores y alcaldes en Bolivia, Felipe Quispe lideraba la intención de voto con un 25% 
Aficionado al fútbol, el veterano líder indígena era fundador y director técnico del Pachacuti.

## Vida política

### Guerra del gas
Quispe fue uno de los principales protagonistas de los conflictos denominados Guerra del gas en Bolivia, surgidos como respuesta a la propuesta de exportar gas natural a Chile cuando en Bolivia la instalación de redes domiciliarias eran apenas incipientes.
En enero de 2003  anunciaba bloqueo de vías por pedidos de tractores y tierras que habían sido comprometidas por el expresidente Jorge Quiroga. Quispe hablaba entonces de las "dos Bolivias" refiriéndose a las diferencias de calidad de  condiciones de vida  existentes entre la ciudad y las comunidades rurales, indígenas,  que son pobres. En ese momento, a pesar de que la Central Sindical Única de Trabajadores Campesinos de Bolivia, CSUTCB, incluyó en su pliego petitorio una  ley de consumidores de coca, los campesinos del Chapare, liderados por Evo Morales, y los del altiplano, se dividieron. Mientras el conflicto avanzaba, Morales llamó a Quispe para que se una a sus acciones. Este consideró unirse al ver la muerte de los campesinos y el incumplimiento de su pliego petitorio. A su vez el presidente Sánchez de Lozada le restó importancia a los conflictos que surgieron  En un vaivén de alianzas y desalianzas pidió al presidente atender su pliego, independiente del MAS y la COB, en una población.
Cuando empezaron las negociaciones con Chile por el gas, la CSUTCB amenazó con ir a bloqueo de nuevo. Acusó a la COB de no estar a la altura de los trabajadores. Pronto el MAS tomaría poder de la CSUTCB marginando a  Quispe generando organizaciones paralelas. Quispe se alió entonces con Alejo Véliz y Fausto Ardaya para volver a bloquear, añadieron a su pliego el rechazo al ALCA y a la exportación de gas por Chile, el saneamiento de tierras, la modificación de la ley agraria y la revisión de la capitalización de las empresas del Estado. Además de la renuncia de los ministros. Denunció que no se respetaba el acuerdo de los tractores y aunque desde el gobierno intentaron un diálogo, las bases solo accederían si renunciaban todos lo ministros ya que sentían que disuadirlos sin propuestas reales.
Sin levantar el bloqueo, accedió a un diálogo con el gobierno, quienes ya habilitaron la llegada de 220 tractores. Aunque si suspendió su huelga de hambre junto con otros 14 dirigentes, rompen el diálogo con el gobierno e insta a sus bases al plan "pulga, tarajchi y siquititi".  Con 210 tractores en la aduana el gobierno intenta avanzar en el diálogo, accediendo a cambiar el plan de créditos, pero rechaza tocar temas como el ALCA o la ley 21060. Se convoca al congreso de la COB en Oruro a Quispe, quien es reconocido como dirigente de la CSUTCB hasta el 2004, y también a Román Loayza elegido por una facción de las bases de la Central. Entonces el Mallku reconoce el fracaso de su plan, pero persiste la amenaza de bloqueo. Serán las bases quienes decidan que camino seguir, y en un ampliado de emergencia harán la autocrítica ante ofrecimientos de dinero a los dirigentes para incumplir los bloqueos. Con el ingreso del NFR al oficialismo, Evo Morales acepta una alianza con el Movimiento Indígena Pachakuti, que tiene a la cabeza al Mallku.
En septiembre vuelven las medidas A sus demandas ya conocidas de suma la abrogación de la Ley de Seguridad Ciudadana que penaliza las protestas sociales; el rechazo al nuevo Código Tributario, la abrogación de la Ley 2115 - Quieren que la UPEA sea autónoma y el rechazo a la Ley de Áreas Protegidas que habilita la extracción de petróleo en esas zonas. Felipe Quispe estuvo presente con la CSUTCB en una masiva manifestación contra la exportación de gas por Chile. Dos mil campesinos entran en huelga de hambre liderados por el Mallku, quien se manifiesta en contra de los productos transgénicos y foráneos que quitan espacio a los productos naturales y locales. Amenaza con una guerra civil para que el presidente se ponga del lado de los bolivianos y no de las transnacionales. También demanda la libertad de Edwin Huampo.
 

Con el inicio de la guerra del gas, el gobierno minimiza las protestas. A Quispe le corresponde el bloqueo económico con la CSUTCB como parte de varias organizaciones que se oponen a los proyectos que la megacoalición tienen con el gas. Después de la muerte de seis personas en Warisata, en un enfrentamiento, el Mallku dice que en el altiplano se vive una especie de estado de sitio y que no se responsabiliza por la muerte de Militares. Rompen el diálogo. Felipe Quispe levanta la huelga de hambre a pedido de las bases para que colaboré con las otras dirigencias. Exige la retirada de militares y liberación de los presos. Desde el MNR cuestionan a Quispe por la mala imagen del país que producen los bloqueos, pero el insiste con su pedido e invita a las autoridades a dialogar en Warisata. El líder del MIP exige hablar de presidente a presidente, apuntando que ellos son de la nación aimara. El Mallku califica el envío de cartas desde el gobierno para restablecer el diálogo como un simple papeleo, e invita a reunirse en la radio San Gabriel. 
"Los aymaras originariamente hemos sido dueños del territorio. Tenemos que reclamar que llegue a nuestras manos, por eso vamos a plantear la autodeterminación de la nación aymara en las zonas donde estamos alzados en armas. No vamos a dialogar todavía. Vamos a mantener nuestra posición revolucionaria, una posición radical"
Entretanto, Román Loayza acusa a Felipe Quispe de querer dividir la CSUTCB, sin embargo en un ampliado en Warisata resolvieron mantener a la cabeza al Mallku con sus medidas, que exigía la desmilitarización y liberación de detenidos. El gobierno manda a la ministra de Participación Popular, Mirtha Quevedo y de Asuntos Campesinos, Guido Añez, a dialogar con Quispe quien recibe en la radio San Gabriel al gremio de los choferes que marcharon desde Calamarca, e insiste que la reunión con el gobierno sea en Warisata. Los ministros temen ser secuestrados si aceptan los pedidos del líder campesino quien abraza las peticiones de la COB pero descarta hacer un frente único. El Mallku propone reunión en Cuzco como territorio neutral, dice que son ellos, como originarios quienes deben decidir sobre la venta del gas. Al retorno de Evo Morales de Libia se manifiesta a favor de las medidas de Quispe y le pide al gobierno que se reúna con el.  CNN le dedica un espacio principal al Mallku al hablar sobre el poder de los indígenas en Bolivia, Felipe Quispe pide la renuncia del presidente.
El Mallku denuncia la falta de voluntad política del gobierno y expresa su deseo por la independencia y la creación de la república del Kollasuyo. Ve nerviosismo en el gobierno a quienes acusa de difamación hacia su movimiento, y que quieren hacerlos enfrentar entre ellos mismos. Entonces la CSUTCB exige una Asamblea constituyente para refundar el país, el gobierno desconoce la autoridad de Quispe pero después volvieron a intentar un diálogo con el ya que lideraba los bloqueos en Larecaja, Manco Kapac, Muñecas y Omasuyos desde hace tres semanas y luego Los Yungas se adhirió. El líder indígena no veía ofrecimientos concretos sobre sus demandas. Es cuando Román Loayza busca una alianza con el, mientras el Mallku hacía un bloque de unidad con Evo Morales y Jaime Solares (COB). Quispe sigue firme con el pedido de desmilitarización, pero cambia el punto de encuentro a la radio San Gabriel. El gobierno apuesta a solo dialogar con el excluyendo a Solares, pero este rechaza las condiciones. En ese momento la Confederación de Trabajadores de la Prensa de Bolivia (CTPB) hace un llamado a un pacto de unidad pero Quispe no asiste, porque primero necesita consultar a sus bases el alcance de ese acuerdo. La Asamblea Permanente de Derechos Humanos de Bolivia (APDHB) también intentó un diálogo infructuosamente. Tras las muertes en Ventilla y Huanuni, la CSUTCB y la COB se radicalizan exigiendo la renuncia del presidente.
El 11 de octubre Felipe Quispe llama a un ampliado nacional y denuncia a los ministros de Defensa, Carlos Sánchez Berzaín, y de Gobierno, Yerko Kukoc de ser los autores intelectuales de las muertes en los conflictos. Por la sangre derramada dice que es muy tarde y ya no es tiempo para negociar, deben irse. Finalmente Gonzalo Sánchez de Lozada renuncia el 17 de octubre, el Mallku da una advertencia al nuevo presidente Carlos Mesa, que si es igual a su predecesor lo sacarán. Continúan los bloqueos y le recuerda sobre el pliego petitorio de 72 puntos al que le suman el Código Tributario, y la Ley de Hidrocarburos. La situación aún no es clara porque desconfían del nuevo gobierno. Se anuncian marchas para hacer un gran cabildo en la plaza San Francisco. Es entonces cuando Quispe dice que se llegará a una guerra civil que si no lo hacen ellos serán sus hijos, asegurando que su lucha de meses no se puede ir con un cambio de personas porque es el sistema capitalista el que tiene que cambiar. Señaló que en los bloqueos se usaron tácticas militares para someter al ejército, pero que estos no lo reconocen.  En el cabildo Mesa se acercó y pidió tiempo, el Mallku dijo que a medida que cumpla con los pedidos recién podría ser su presidente, además le pide al jefe del Estado que destituya a todos los prefectos que no cumplieron con su sector. Si bien Quispe acepta darle una tregua de 90 días a Mesa, exige la liberación de los presos en tres días.
A finales de octubre, Felipe Quispe, apunta a Evo Morales de fascista por ceder a los pedidos de Carlos Mesa en una entrevista a un medio chileno, donde también menciona que ellos no tienen problemas con aquel país pues quienes enseñaron a gritar ¡muera Chile! son los de la élite. Ante el intento de un referendo para solucionar el tema del gas, cívicos de Tarija rechazan la medida por lo cual el líder indígena acusa de  traidores y vendepatrias; y encara a la población a no dejarse engañar por ellos ni por las transnacionales. Se concreta una reunión en la radio San Gabriel, se da un plazo de 180 días para resolver la entrega de mil tractores gratis El ministro de Asuntos Campesinos y Agropecuarios, Diego Montenegro Ernst, dice que es imposible. Es entonces cuando la abogada Ghislaine Cerball de Mittelstadt presenta un memorial a la Fiscalía General de la República donde demanda por coautoría y complicidad de asesinato a Quispe por el plan "Pulga, Tarajchi, Siquititi y Qhiskha" y a otros líderes campesinos en los sucesos de Octubre Negro por sedición.
Entre medio de acusaciones, Quispe, pide ayuda para subsanar los gastos médicos de los heridos en la guerra del gas. En una entrevista advierte que su finalidad es obtener el poder, y hacer una revolución agraria. Habló de la urgencia de un sistema económico comunitario, en el que exista oportunidad de trabajos para todos sacando el sistema capitalista. Se intentó una reunión en la que el Mallku estaba presente, pero ante la ausencia de los ministros se retiró, no sin antes reclamar por los heridos que parecen abandonados en los hospitales. Además increpó al ministro de educación por haber sido designado por el MAS, y a todos les dijo que gracias a los muertos es que ellos son ministros en ese momento. Esos días se llevó a cabo un Encuentro Social Alternativo "Por la soberanía de los pueblos" en Santa Cruz, en el que la CSUTCB participó en el Foro debate: Asamblea Nacional Constituyente.  Al mes de la presidencia de Mesa, Quispe dijo que se aplazó y que su error fue confiar a cualquiera los ministerios.
El 20 de enero de 2004 se cumplía el plazo que el Mallku le dio a Mesa, exigió que sea un diálogo con negociación y no uno por solo dialogar. El último día del 2003, Quispe acusó al congreso de ser cómplice en el encubrimiento de los gastos reservados y apuntó a los entonces ministros de no hacer nada para sancionar a los responsables del manejo irregular de ese dinero.

## Obra
Felipe Quispe fue autor de seis libros: 
- Túpac Katari vive y vuelve carajo[106]
- El indio en escena[107]
- Mi captura[108]
- Viva Pachamama
- La caída de Goni[109]
- Mi militancia[110]

## Ideología política
Quispe se consideraba a sí mismo como Katarista. Recurrió a ideas del incario y a las figuras de indígenas revolucionarios, como Túpac Amaru y Túpac Katari, para acercar a sus bases a la lucha por la reivindicación indígena. Estudioso de Fausto Reinaga, se lo considera como uno de los ideólogos del indianismo-katarismo.

## Vida personal
Su hijo mayor, Ayar Quispe, antropólogo y militante indianista en el EGTK y escritor, fue asesinado a golpes sin piedad en la ciudad de El Alto en 2015 a los 48 años.

## Premios y distinciones
El 21 de enero de 2021 fue distinguido con el título de Doctor Honoris Causa por la Universidad Pública de El Alto, en la cual fungió como docente universitario en la carrera de Historia desde el 2011 hasta el 2021.